# Ateles chamek

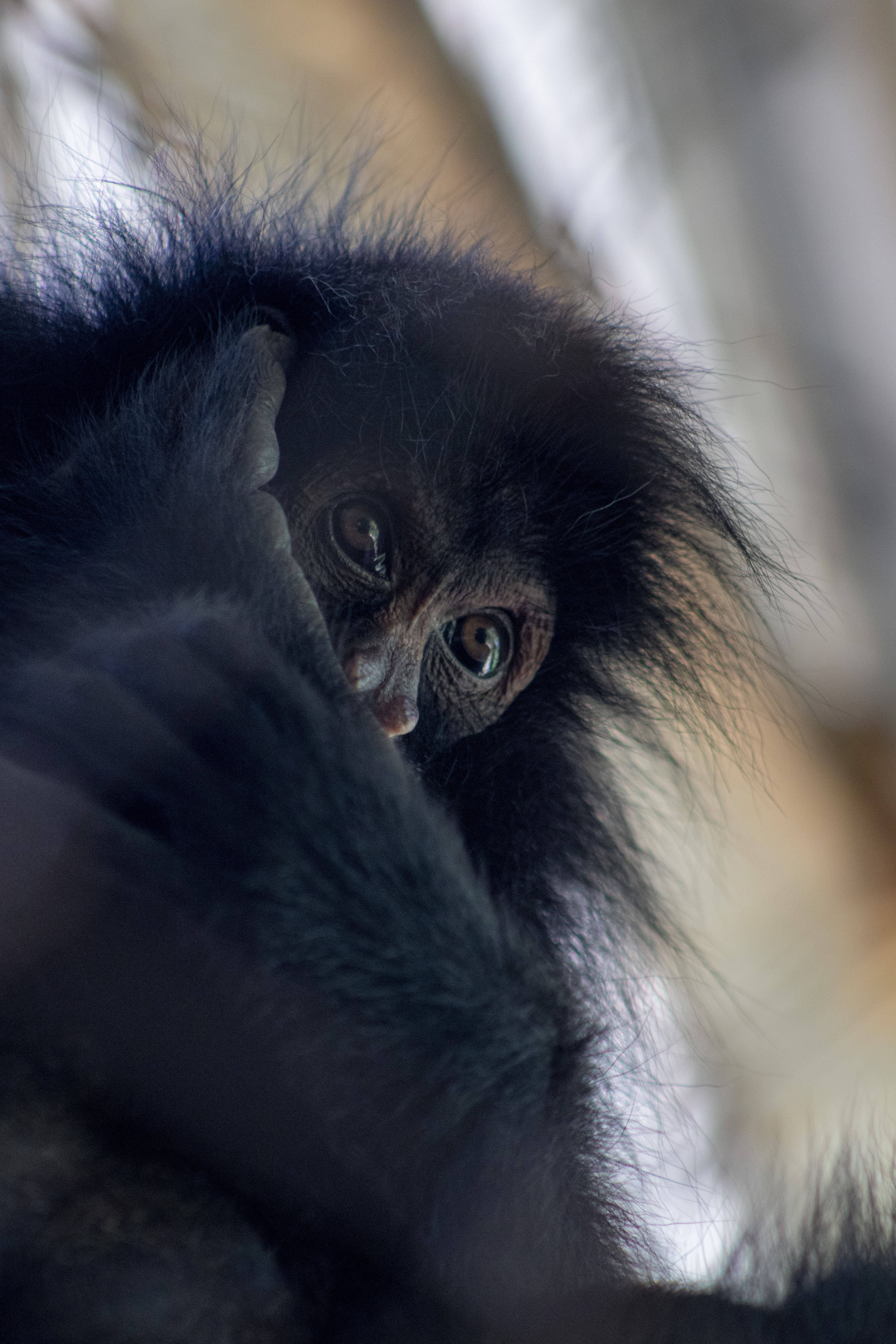
Mono araña observando en Cochabamba, Bolivia.

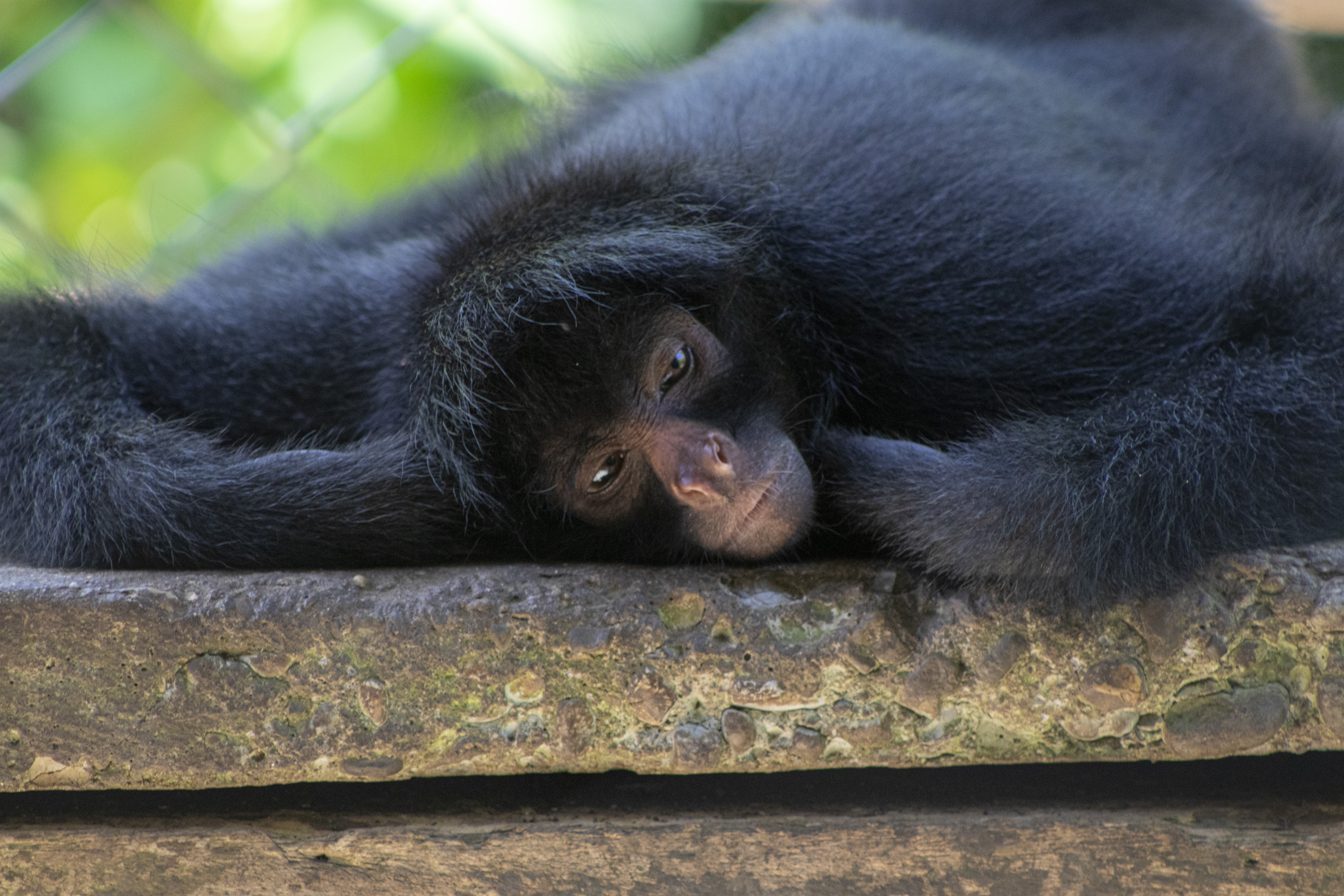
Ateles chamek en una reserva natural en Bolivia.

El maquisapa (Ateles chamek) es una especie de primate platirrino del género Ateles que habita en América del Sur en Bolivia, Brasil Colombia  y Perú.

## Distribución
Ateles chamek se distribuye en las tierras bajas del centro y del norte al centro de Bolivia, al occidente de Brasil y al noreste del Perú. Se ubica al sur del río Amazonas, al occidente del río Tapajós en Brasil, hasta el río Ucayali en Perú. Se extiende hacia el sur por el margen de la cordillera de los Andes hasta el centro de Bolivia y desde allí hacia el noreste a travel del parque nacional Noel Kempff Mercado, en el estado de Mato Grosso, Brasil, hasta el margen izquierdo de los ríos Teles, Pires y el río Tapajós.

## Características
Son de hábitos diurnos, arborícolas, tienen brazos y piernas y cola prensil, las extremidades tienen cuatro dedos y son utilizadas para treparse a las ramas con facilidad. Forma grupos pequeños y es muy raro ver al grupo completo, pues se separan durante el día en subgrupos en busca de alimento. Los machos son sexualmente maduros a los cinco años y las hembras a los cuatro. La gestación dura entre 226 a 232 días, tienen una baja tasa de reproducción, pues cada hembra madura tiene una sola cría por temporada y los nacimientos ocurren cada dos o cuatro años. Se alimentan de frutos maduros, brotes de hojas, flores y de artrópodos.

## Estado de conservación
Ateles chamek en 2008 fue catalogado como especie en peligro EN (del inglés Endargered) en la Lista Roja de la UICN, porque existen razones para creer que la especie ha declinado al menos en un 50% en los últimos 40 años (tres generaciones) debido principalmente a la pérdida de su hábitat y la caza.